# Evergreen (MY LITTLE LOVERのアルバム)
『evergreen』（エヴァー・グリーン）は、1995年12月5日に発売されたMY LITTLE LOVERの1枚目のアルバム。発売元はトイズファクトリー。

## 解説
- 3rdシングル「Hello, Again 〜昔からある場所〜」の大ヒットの余韻が残る中でリリースされた。
- 初回限定盤のみクリアスリーブケース仕様。メンバーのサイン入り円形ポストカードが付いている。初回盤も通常盤も同じ3面デジパック仕様であるが、通常盤はタイトルロゴなどがデジパックに直接箔押しされている。2008年にエイベックスから再発された際、通常のプラケース仕様に再デザインされた。
- 2015年には20周年を記念して、続編アルバム『re:evergreen』に、本作をリプロデュースさせた新アルバム「evergreen+」が付属された。

## 制作・構成
- 以下の項目は、2015年にリリースのアルバム発売記念のインタビューの際に、akkoと小林とのエピソードが備えられている[2]。

アルバムのレコーディング制作は、アメリカのロサンゼルスで即行をしていたという。
デビューアルバムを振り返ると、
と当時の心境を綴っている。
また、プロデュースとして全面に関わっていた小林武史は 
と語っている。

## チャート成績
- オリコンチャート初登場で100万枚を突破し初動ミリオンを達成、同時にファーストアルバムによる初動ミリオンを初めて記録したアルバムとなり[3]、最終的には累計枚数が280万枚近く売り上げる大ヒット作品となった。

## 収録曲
| 全編曲: 小林武史（※特記以外）。 |                                     |                |                    |       |
| #                               | タイトル                            | 作詞           | 作曲               | 時間  |
| 1.                              | 「Magic Time」                      | 小林武史       | 小林武史           | 4:01  |
| 2.                              | 「Free」                            | 小林武史       | 小林武史           | 5:30  |
| 3.                              | 「白いカイト (Album Version)」      | 小林武史       | 小林武史           | 4:57  |
| 4.                              | 「めぐり逢う世界」                  | 小林武史・AKKO | 小林武史           | 5:03  |
| 5.                              | 「Hello, Again 〜昔からある場所〜」 | 小林武史       | 藤井謙二・小林武史 | 5:12  |
| 6.                              | 「My Paiting」                      | 小林武史       | 小林武史           | 4:03  |
| 7.                              | 「暮れゆく街で」                    | AKKO           | 小林武史           | 6:00  |
| 8.                              | 「Delicacy (Album Version)」        | 小林武史       | 小林武史           | 5:49  |
| 9.                              | 「Man & Woman」                     | 小林武史       | 小林武史           | 5:07  |
| 10.                             | 「evergreen」                       | 小林武史       | 小林武史           | 5:45  |
| 合計時間:                       | 合計時間:                           | 合計時間:      | 合計時間:          | 51:27 |

### 楽曲解説
1. Magic Time
2. Free
AXIACMイメージソング
3. 白いカイト (Album Version)
2ndシングル。
2004年にジョンソン・エンド・ジョンソン「タイレノール」[4]及び、サントリーチューハイ「ほろよい 白いサワー」CMソング[5]
4. めぐり逢う世界
後に4thシングル「ALICE」のカップリング曲として、シングルカットされたが、そちらでは冒頭のサウンドエフェクトがカットされている。
タイトルとは異なり、歌詞中では「めぐり逢える世界」と歌われている。
5. Hello, Again 〜昔からある場所〜
3rdシングル
日本テレビ系ドラマ「終わらない夏」オープニングテーマ
6. My Painting
1stシングル両A面曲
アルバム収録は今作のみであり、ベストアルバム等には収録されていない。
7. 暮れゆく街で
8. Delicacy (Album Version)
3rdシングルのカップリング
アウトロがシングルバージョンと異なり、シンセサイザーのサンプルアンドホールドが用いられた上で男声のアナウンスにラジオのチューニングが合わさったSEが入り、そのまま次曲につながる。
9. Man & Woman
1stシングル
10. evergreen
メロディーは小林が音楽を担当したドラマ『誰にも言えない』の劇伴として作られた「One Color」という曲が原型。「Lala〜,Lala,lalileile,aiWow～」と歌う部分は、小林がロスのレンタカーでレコーディング・スタジオに向かう中で、不意に浮かんできたという。アルバムリリース告知のTV SPOTではこの部分が起用されており、AKKO KENJI FUJII and TAKESHI KOBAYASHIの順にメンバーの名前が登場。3人でこの部分を歌っているような演出もさることながら、小林が正式に加入したことを強調したSPOTとも見て取ることができる。
小林が参加するBank Bandがアルバム『沿志奏逢2』にてカバー。

## 参加ミュージシャン
- AKKO - Vocal
- 藤井謙二 - Guitar
- 小林武史 - Keyboards

| Magic Time - ジェリー・ヘイ - Trumpet、Flugeihorn - クロード・ガウデッテ・ストリングス - Strings - Luka & Kai - Children Chorus - 高安錬太郎 - Computer Programming Free - 松永俊弥 - Drums - 樋沢達彦 - Bass - 木村誠 - Percussion - ジェリー・ヘイ - Trumpet,Flugelhorn - ダン・ヒギンズ - Saxophone - ビル・ライヒェンバッハ - Trombone - 吉田誠 - Computer Programming 白いカイト (Album Version) - 山本拓夫 - Saxophone - 荒木敏男 - Trumpet - 高安錬太郎 - Computer Programming - 角谷仁宣 - Computer Programming - 松本賢 - Computer Programming めぐり逢う世界 - マイク・ベアード - Drums - 高安錬太郎 - Computer Programming Hello, Again 〜昔からある場所〜 - 山本拓夫 - Saxophone - 青山純 - Drums - 美久月千晴 - Bass - 高安錬太郎 - Computer Programming | My Painting - 樋沢達彦 - Bass - 桑野聖ストリングス - Strings - es sisters - Chorus - 高安錬太郎 - Computer Programming - 角谷仁宣 - Computer Programming - 松本賢 - Computer Programming 暮れゆく街で - ジョナサン・デービス - Oboe - 高安錬太郎 - Computer Programming Delicacy (Album Version) - 山本拓夫 - Saxophone - 荒木敏男 - Trumpet - 松永俊弥 - Drums - 高安錬太郎 - Computer Programming Man & Woman - 山本拓夫 - Saxophone - 荒木敏男 - Trumpet - 西村浩二 - Trumpet - 村田陽一 - Trombone - 高安錬太郎 - Computer Programming - 角谷仁宣 - Computer Programming evergreen - マイク・ベアード - Drums - ニール・スチューベンハウス - Bass - ジェリー・ヘイ - Trumpet,Flugelhorn - ダン・ヒギンズ - Saxophone - ビル・ライヒェンバッハ - Trombone - ジョー・ピッツロ - Background Vocal - 高安錬太郎 - Computer Programming |

## タイアップ
| 楽曲                                | タイアップ                                             | 起用年 |
| ----------------------------------- | ------------------------------------------------------ | ------ |
| 「Free」                            | AXIACMイメージソング                                   | 1995年 |
| 「白いカイト」                      | ジョンソン・エンド・ジョンソン「タイレノール」CMソング | 2004年 |
| 「白いカイト」                      | サントリーチューハイ「ほろよい 白いサワー」CMソング    | 2021年 |
| 「Hello, Again 〜昔からある場所〜」 | 日本テレビ系ドラマ『終らない夏』主題歌                 | 1995年 |